# Triossido di dicromo
Il triossido di dicromo o ossido di cromo(III) è il composto chimico di formula Cr2O3. È il più stabile tra i vari ossidi di cromo e viene usato principalmente come pigmento verde. Si trova anche in natura nel raro minerale eskolaite. Svolge il ruolo di film passivante nell'acciaio inossidabile, garantendo resistenza alla corrosione in acciai di categoria inossidabile (inox).

## Storia
I primi a preparare una forma di triossido di dicromo adatta ad essere usata come pigmento verde furono i parigini Pannetier e Binet nel 1838. Il procedimento fu tenuto segreto, e solo nel 1859 Guignet brevettò il metodo di fabbricazione. Il composto era venduto come pigmento verde con il nome francese di viride, dal latino viridis verde. I nomi corrispondenti in italiano e inglese sono rispettivamente verde Veronese e viridian.

## Struttura e proprietà
Il triossido di dicromo a temperatura ambiente è un solido verde inodore. Ha una struttura tipo corindone, come analoghi ossidi di titanio, vanadio e ferro. Questa struttura consiste di un reticolo esagonale compatto di ioni ossido, dove gli ioni Cr3+ occupano 2/3 delle cavità ottaedriche. Il triossido di dicromo è un semiconduttore ed è antiferromagnetico sino a 307 K, la sua temperatura di Néel.
Il minerale eskolaite è un materiale duro e fragile, con un valore di 8-8,5 nella scala di Mohs.

## Produzione

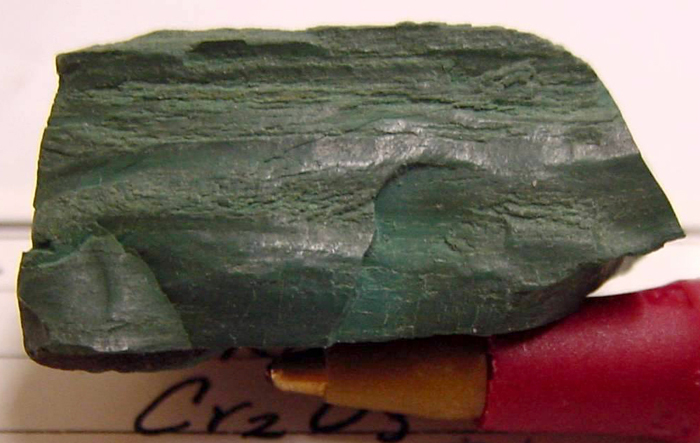
Campione di eskolaite

Il triossido di dicromo esiste anche in natura nel minerale eskolaite, che prende il nome dal geologo finlandese Pentti Eskola. Questo minerale non è però una fonte utile di triossido di dicromo, dato che è raro (si trova in skarn di tremoliti ricche di cromo, metaquarziti, vene di clorite, nonché come minerale raro nelle condriti).
Il triossido di dicromo si prepara per riduzione del dicromato di sodio con zolfo, ad alta temperatura:
{\displaystyle {\ce {Na2Cr2O7\,+\,S\to Na2SO4\,+\,Cr2O3}}}
Se interessa produrre del triossido di dicromo particolarmente puro si usa la decomposizione termica di composti di cromo come il triossido di cromo (CrO3) o dicromato d'ammonio:
{\displaystyle {\ce {(NH4)2Cr2O7\to Cr2O3\,+\,N2\,+\,4H2O}}}
Questa ultima reazione ha una temperatura di accensione di meno di 200 °C, ed è spesso usata nelle dimostrazioni come "vulcano chimico".

## Reattività
Il triossido di dicromo preparato con processi ad alta temperatura è in genere poco reattivo a temperatura ambiente. Lo stesso vale per il minerale eskolaite. Se riscaldato in forma polverizzata assieme a polvere di alluminio si riduce a cromo metallico formando ossido di alluminio in una reazione violenta tipo termite:
{\displaystyle {\ce {Cr2O3\,+\,2Al\to 2Cr\,+\,Al2O3}}}
A differenza di termiti utilizzanti ossidi di ferro, la reazione con ossido di cromo crea meno scintille e meno fumo. La termite con ossido di cromo non è però di uso pratico per fondere cromo, perché questo metallo ha un punto di fusione molto alto (1857 °C).
Per riscaldamento con cloro e carbonio si forma tricloruro di cromo:
{\displaystyle {\ce {Cr2O3\,+\,3Cl2\,+\,3C\to 2CrCl3\,+\,3CO}}}
Per ossidazione di Cr2O3 tramite fusione alcalina si formano cromati:
{\displaystyle {\ce {2Cr2O3\,+\,4NaOH\,+\,3KNO3\to 2Na2CrO4\,+\,2H2O\,+\,3KNO2}}}
Le forme idrate ottenute per via umida da soluzioni di Cr(III) sono invece più reattive a temperatura ambiente, e mostrano un comportamento anfotero. Sono insolubili in acqua, ma si sciolgono in acidi formando lo ione [Cr(H2O)6]3+. In alcali si formano cromiti, cioè ossianioni di Cr(III) largamente idrolizzati tipo Cr2O2−4.

## Usi
Il triossido di dicromo è molto stabile ed è comunemente usato come pigmento, anche in forma idrata. Viene usato in vernici, inchiostri e vetri. È inoltre usato come abrasivo e come materiale di partenza per ottenere il pigmento magnetico diossido di cromo, secondo la reazione:
{\displaystyle {\ce {Cr2O3\,+\,3CrO3\to 5CrO2\,+\,O2}}}

## Sicurezza
Il cromo metallico e composti di Cr(III) non sono considerati cancerogeni, a differenza di composti del Cr(VI).
In particolare, Cr2O3 non è classificato pericoloso secondo le direttive 67/548/CEE e 1999/45/CE. Tuttavia va evitato qualsiasi comportamento improprio, soprattutto con il composto in polvere. Il contatto con la pelle e gli occhi provoca irritazioni. Per inalazione provoca tosse e difficoltà respiratorie. L'ingestione provoca dolori con vomito e diarrea.